# Anuradha Paudwal
Anuradha Paudwal (n. 27 de octubre de 1952 en Karwar) es una cantante de soundtracks de Bollywood en India. Ha cantando en lenguas Hindi y Marathi. 
Comenzó en 1976 en la participación vocal de la película Kalicharan. Su primer trabajo solista fue en la película Aap Beeti, donde el dúo Laxmikant-Pyarelal fueron los compositores. También cantó ocasionalmente canciones de Kalyanji-Anandji (Kalaakar, Vidhataa), y Usha Khanna (Souten, Sajan Bina Suhagan). Anuradha vocalizó varias películas en lengua marathi, incluyendo Disate Majalaa (Ashtavinayak), Raja Lalakaari, y Kaalyaa Maatita Maatitaa. La mayoría de estos filmes tuvieron música del dúo Anil Mohile-Arun, siendo Arun su esposo. Anuradha aparentemente nunca recibió clases formales de canto clásico indio.
Anuradha ganó reconocimiento con sus números para la película Hero, de los compositores Laxmikant-Pyarelal. Su colaboración con Laxmikant Pyarelal produjo más éxitos con canciones como "Meri Jung" (O mere Kwabon ke) y "Batwara" (Thaare Vaaste Re Dola-Tu Maaro Kaun Lage), "Nagina". Ram Lakhan vio a Laxmikant Pyarelal tres hits más a Anuradha. Su asociación terminó con la película "Tezaab" donde interpretó "Kehdo ki tum" y "Hum tumko Dilbar Kyon mane".
Después colaboró con el productor Gulshan Kumar, y empezó una serie de éxtios con las películas Lal Dupatta Malmal Ka, Tezaab, Aashiqui, y Dil Hai Ke Manta Nahin. En su tope más alto, Anuradha anunció que cantaría exclusivamente para el sello T-Series y se cocentró en canciones devocionales bhajan. Posteriormente se retiró cinco años y recomenzó su carrera musical.

## Premios
- 1986: Filmfare Award en la categoría Best Female Playback por la canción Mere Mann Bajaa Mridang del filme Utsav
- 1990: National Film Award en la categoría Best Female Playback por la canción He Ek Reshami del filme en marathi Kalat Nakalat
- 1991: Filmfare Award en la categoría Best Female Playback para la canción Nazar Ke Saamne del filme Aashiqui
- 1992: Filmfare Award en la categoría Best Female Playback por la canción Dil Hai Ke Manta Nahi del filme Dil Hai Ki Manta Nahin
- 1993: Filmfare Award en la categoría Best Female Playback por la canción Dhak dhak del filme Beta